# Vigala-Vanamõisa
Vigala-Vanamõisa (Duits: Wannamois) is een plaats in de Estlandse gemeente Märjamaa, provincie Raplamaa. De plaats heeft de status van dorp (Estisch: küla).
Tot in oktober 2017 lag het dorp in de gemeente Vigala en heette het Vanamõisa. In die maand ging Vigala op in de gemeente Märjamaa. In Märjamaa lag al een dorp Vanamõisa. Beide dorpen kregen een andere naam. Het dorp dat overkwam vanuit Vigala, kreeg de naam Vigala-Vanamõisa; het dorp dat al in Märjamaa lag, werd Valgu-Vanamõisa.

## Bevolking
Het dorp had 39 inwoners op 31 december 2011 en 32 inwoners op 31 december 2021.

## Ligging
Bij Vigala-Vanamõisa mondt de rivier Enge uit in de rivier Velise.

## Geschiedenis
(Vigala-)Vanamõisa werd voor het eerst genoemd in 1594 onder de naam Wannamoysse, een dorp op het landgoed van Kivi-Vigala. In de 18e eeuw verhuisde het bestuurscentrum van het landgoed naar Vana-Vigala en kwam het dorp op dat landgoed te liggen. Kivi-Vigala ligt ten zuidoosten, Vana-Vigala ten noorden van Vigala-Vanamõisa.
Tussen 1977 en 1997 maakte (Vigala-)Vanamõisa deel uit van het buurdorp Tõnumaa.